# O milionáři, který ukradl slunce
O milionáři, který ukradl slunce je krátká sociální balada od Jiřího Wolkera o lidské marnivosti a aroganci, vydaná roku 1921. Podle knižní předlohy natočil Zdeněk Miler roku 1948 stejnojmenný krátký animovaný film.

## Charakteristika díla
Sociální motivy jsou vystavěny na kontrastu bohatých (všemocných) a chudých (bezmocných). Wolkerovy příběhy vycházejí ze sociálních námětů, zabývají se dobovými problémy a řeší především mravní otázky (např. miliony dělníků pracovaly ne proto, aby sundaly Slunce, ale aby uživily rodinu). Hrdiny se stávají obyčejní lidé, v této baladě jsou to dvě děti.

## Jazyk díla
Autor v díle využívá spisovný jazyk. V díle se často vyskytuje vlastní a nevlastní přímá řeč. Vypravěč v povídce je vševědoucí, dává nahlédnout do nitra postav, ukazuje vnitřní monology. V úryvku z knihy: „Brzy se stane, že nebude nic, co by nebylo mým. Kupím si i Pána Boha a udělám ho svým tajemníkem. Budu mladý, krásný, nesmrtelný a nejbohatší. Kdo mi odolá? Mohu znásilnit zemi jako ženu a ona bude ráda, že je znásilněna, – neboť ženy mají rády silné a neurvalé muže. Hip–hip!“

## Děj
Nejbohatší muž na světě je postižen nevyléčitelnou chorobou, která mu způsobuje bolestivé vředy po celém těle. Milionář si proto nechá zavolat lékaře, po kterém žádá, aby mu poradil lék. Nechce ale, aby o jeho nemoci kdokoliv věděl, takže lékaře seznámí se skutečností, že bude popraven a milionář se finančně postará o jeho ženu a děti. Lékař se mu chce pomstít a prozradí mu, že Slunce má největší léčivou moc a milionář ho musí sundat z oblohy a zavřít se s ním v jedné místnosti, aby všechna jeho léčivá moc působila jen na něj. Milionář zavolá spoustu dělníků, aby postavili věž dost vysokou, aby sundali Slunce z oblohy. Slunce mu tedy sundají a na zemi zavládne tma a chaos. Milionář se se Sluncem zamkne v jedné místnosti, aby měl celé Slunce jen pro sebe. Žár ale roztaví klíč a Slunce milionáře sežehne na uhel. Dvě malé děti – Mánička a Pepík, potom vrátí Slunce na oblohu.

## Postavy
Milionář - Hlavní postavou je nejbohatší člověk na světě. Bohatství mu ale stouplo do hlavy a je velmi arogantní, marnivý, lakomý. Je ale i velice naivní, takže lékaři uvěří nesmyslný lék na svoji chorobu.
Lékař - Poradí milionáři zázračný lék na jeho chorobu.
Slunce – pálivé („SLUNCE PÁLILO.“)
Mánička a Pepík - Dvě malé děti, které zase dají svět do pořádku tím, že odnesou Slunce zpět na oblohu.